# Анциллистовые
Анциллистовые (лат. Ancylistaceae) — семейство зигомицетовых грибов из порядка Энтомофторовые.

## Описание
Конидиеносцы не ветвистые или редко ветвистые. Первичные конидии многоядерные округлой формы, могут выбрасываться расстояние до 3 см.

## Биология
Сапротрофы в лесной подстилке или паразиты водорослей, грибов и животных. У позвоночных поражают кожные покровы.